# Варварина Гора (поселение)
Варва́рина Гора́ — поселение эпохи позднего палеолита, один из древнейших позднепалеолитических памятников Забайкалья и Восточной Сибири. Расположено в Заиграевском районе Республики Бурятия в 4 км на север от села Старая Брянь, на левобережье реки Брянки в 1 км от неё у подножия скальных выходов горы Данилина (Варварина гора). Памятник отличается от большинства подобных поселений своим местоположением — на некотором удалении от реки, что объясняется наличием местного источника воды, находящегося неподалёку от него. По соседству, на противоположной горе, находится одно из почитаемых священных мест Бурятии — Шаман-Гора.
В результате изучения поселения здесь были обнаружены следы пребывания древнего человека, архаичный инвентарь жилища (всего 1488 предметов), культовое захоронение и древние петроглифы. Приблизительный возраст поселения составляет 30—35 тыс. лет назад, а палеолитического жилища, обнаруженного на одном из культурных слоёв, — 28—32 тыс. лет назад. Памятник был открыт в 1961 году при строительстве ЛЭП, когда при рытье ямы под опору были обнаружены кости ископаемых животных, которые строители передали на базу геологоразведки в селе Старая Брянь. Первооткрывателем поселения считается геолог Д.-Д. Б. Базаров, который сделал описание отложений и собрал первый палеонтологический материал из ямы, вырытой строителями.
Поселение относится к палеолитическим горизонтам района реки Брянки, куда, помимо Варвариной Горы, также входят стоянки Каменка и Мухор-Тала. Из месторождений Мухор-Тала доставлялось сырьё, из которого изготавливались орудия, найденные на поселении Варварина Гора. Основная часть находок, обнаруженных во время раскопок, хранится в фондах Института археологии и этнографии СО РАН (1451 экземпляр), в лаборатории археологии Иркутского государственного университета (16 экземпляров), и в Музее Бурятского научного центра СО РАН (21 экземпляр). Поселение относится к толбагинской культуре (изначально известной как варварино-толбагинская). Материалы, полученные при исследовании поселения Варварина Гора, внесли значительный вклад в хронологическую классификацию палеолитических стоянок Сибири и в формирование представлений о быте и культуре древнего человека на просторах Северной Азии.
Памятник является объектом культурного наследия России федерального значения.

## Географическое положение
Поселение находится в Заиграевском районе Республики Бурятия в 4 км на север от села Старая Брянь, в 0,5 км от дороги на село Новая Брянь, на левобережье реки Брянки в 1 км от неё, в урочище Страшная падь, у подножия скальных выходов горы Данилина, которая с севера и с запада полукольцом окружает поселение. Утёс по соседству, носящий название Шаман-Гора, является одним из почитаемых священных мест Бурятии, местом поклонения и верований.
Памятник выделяется своим местоположением. Он расположен в глубине долины, а не на речной террасе, как большинство подобных памятников, под прикрытием скалистой возвышенности — горы Данилина (Варварина Гора) — на высоте 50—55 м над уровнем воды реки Брянки на южной экспозиции присклонового шлейфа, на значительном по крутизне склоне (8°—10°). Значительная удаленность поселения от реки, по мнению С. М. Цейтлина, могла быть связана с наличием местного источника воды на месте проживания древнего человека.
В публикации первооткрывателя поселения геолога Д.-Д. Б. Базарова «Четвертичные отложения и основные этапы развития рельефа Селенгинского среднегорья» от 1968 года, где оно впервые упоминалось, автор не дал название поселению, а только лишь указал его приблизительное положение на местности: «вдоль левого склона долины реки Брянки, возле нижнего склада леспромхоза». Своё название стоянка, позднее квалифицированная как поселение, получила по недоразумению, поскольку в окрестностях нет горы с официальным названием «Варварина». Ближайший топоним, связанный с именем «Варвара», относится к Варвариной пади, расположенной в трёх километрах к западу от памятника. Само же позднепалеолитическое поселение располагается у подножия горы Данилина, высота которой не превышает 700 м, в то же время местные жители называют эту гору «Варвариной» или «Ведьминой». Позднепалеолитическое местонахождение под названием «Варварина Гора» вошло в научный оборот благодаря публикации академика А. П. Окладникова в сборнике «Археологические открытия 1973 года», изданном в 1974 году. Последующие публикации разных авторов стали использовать это название.

### Легенда о происхождении названия горы
Существует легенда, что в одной из заиграевских деревень в 20—30-е годы XX века объявилась женщина по имени Варвара, которую местные жители посчитали колдуньей и изгнали. По другой версии, Варвара просто не ужилась с новой советской властью, поэтому ушла от остальных людей. Поскитавшись по соседним деревням в поисках пристанища, она поселилась на одной из вершин Страшной пади. Она вела отшельнический образ жизни, жила в маленькой пещере, а позже построила себе небольшой дом. Её уединение только укрепило веру местных жителей в то, что изгнанница связана со злыми силами. Потому они стали называть её ведьмой, а одну из вершин Страшной пади, где проживала колдунья, прозвали Ведьминой или Варвариной горой, по её имени.

## История исследований
Памятник был открыт в 1961 году при строительстве ЛЭП, когда при рытье котлована под фундамент опоры были обнаружены кости ископаемых животных, которые строители передали на базу геологоразведки в селе Старая Брянь. Данные сведения были переданы Д.-Д. Б. Базарову, оперативность которого позволила сохранить памятник от уничтожения. Он добился переноса опоры на семь метров в сторону и сделал описание разреза отложений из котлована. Собранный при зачистке ямы палеонтологический материал, в том числе изделия из камня, Д.-Д. Б. Базаров передал сотруднику сектора археологии Бурятского института общественных наук СО АН СССР (ныне — Институт монголоведения, буддологии и тибетологии СО РАН) Е. А. Хамзиной, впоследствии данный материал был передан А. П. Окладникову. Поселение впервые было осмотрено исследователями (Д.-Д. Б. Базаровым и С. М. Цейтлиным) в 1964 году с целью исследования верхнеплейстоценового комплекса при подготовке монографии по четвертичным отложениям Селенгинского среднегорья.
Спустя 12 лет после обнаружения поселения, в 1973 году, Д.-Д. Б. Базаров вместе с А. П. Окладниковым с большим трудом смогли разыскать первый полуобвалившийся шурф. Первые раскопки в 1973—1978 годах проводила экспедиция Саянского отряда Северо-Азиатской комплексной экспедиции Института истории, филологии и философии СО АН СССР (сейчас — Институт археологии и этнографии СО РАН) под руководством А. П. Окладникова (начальник отряда И. В. Асеев). Экспедицией был вскрыт участок подгорного шлейфа площадью около 230 м2 из первоначально предполагаемых 800 м2. Раскопки 1973 года, в самом центре которых оказался шурф, заложенный ещё в 1961 году, выявили культурный слой, содержащий большое количество фаунистических остатков и артефактов, ям-кладовок. Дальнейшие раскопки 1974 года установили, что существование комплекса ям-кладовок в культурном слое поселения было не столь очевидно, как это представлялось по результатам раскопок первого сезона 1973 года. В целом участок поселения напоминал хозяйственную площадку, на которой культурные остатки периодически засыпались песком и перемывались склоновыми потоками и дождём. После прирезки в 1976 и 1977 годах вверх по склону от раскопа 1973—1974 годов исследователи нашли остатки предположительно наземного жилища. В эти же годы в разрушающейся части раскопа 1973 года были найдены несколько плит-основ с хозяйственного участка, одна из них имела размер 35,0 × 26,0 × 3,0 см.
Во время раскопок в 1976 году рядом с поселением, примерно в 5 км по дороге от села Новая Брянь к селу Старая Брянь, в 200 метрах слева от неё, на скалистом останце горы Голубинка А. П. Окладниковым, В. И. Молодиным и А. К. Конопацким были открыты наскальные рисунки петроглифа Варварина Гора, относящиеся к бронзовому веку. Примерно в это же время экспедиция под руководством И. В. Асеева, проводившая раскопки в 1973—1974 годах неподалёку от поселения, открыла примерно в 200 метрах к северу древнемонгольское захоронение, датируемое развитым средневековьем.
В 1986 году отрядом Северо-Монгольской археологической экспедиции Института истории, филологии и философии СО РАН СССР (под руководством археологов А. П. Деревянко и В. Т. Петрина) проводились работы по уточнению стратиграфии комплекса. Зачистка отложений выявила два уровня залегания находок — на глубине 0,6—0,8 м и на глубине 2 м. В результате были обнаружены артефакты более древние, чем описанные А. П. Окладниковым.
Следующие крупные раскопки с целью уточнения стратиграфической позиции поселения, как продолжение работ 1986 года, проводил Заиграевский отряд археологической экспедиции Бурятского института общественных наук СО РАН под руководством археолога Л. В. Лбовой в 1992—1994 и в 1999 годах. В 1992 году основной раскоп был поставлен по стенке раскопа 1975 года. Позже, в 1992—1993 годах, отрядом была заложена траншея (20 м²) к востоку от основного раскопа, а также серия шурфов выше по склону. В результате раскопок экспедиции удалось выявить наличие на памятнике трёх разновременных археологических комплексов палеолитического возраста. Исследования, проведённые в 1993 году И. Н. Феденёвой и М. И. Дергачёвой, показали наличие педогенных признаков, сформированных в сартанское, каргинское и раннезырянское время в отмеченных археологических комплексах.
В 2010 году памятник был обследован археологическим отрядом Бурятского научно-производственного центра по охране и использованию памятников истории и культуры под руководством Б. А. Базарова.
Летом 2018 года археолог Том Хайэм собрал образцы отложений в одном из раскопов, поставленных предыдущими исследователями. Работы проводились для проверки возможности извлечения в грунте древней осадочной человеческой ДНК в археологических памятниках верхнего палеолита Сибири. С трёх посещённых им поселений — помимо Варвариной Горы, аналогичные работы проводились на поселениях Каменка и Хотык — было собрано 132 пакета с землёй. Позднее эти пакеты были переданы в Институт эволюционной антропологии Общества Макса Планка, где проводили поиск мтДНК любых млекопитающих в полученных образцах. В апреле 2019 года были получены результаты: мтДНК млекопитающих и человека, с образцов взятых на поселении Варварина Гора, выявить не удалось, что объясняется плохими условиями сохранения биоматериала на памятниках, расположенных под открытым небом, и плохой сохранностью осадочной ДНК в грунте.
Из-за того, что при описании Варвариной Горы первые исследователи уделяли значительное внимание каменному и костяному инвентарю, определению видового состава фауны, но не останавливались в своих публикациях на описании жилища, а лишь ограничивались констатацией факта «уникальности» и «своеобразия» памятника, сложилась ситуация, при которой жилище принимается с определённой степенью допуска, а попытки последующего планиграфического анализа, предпринятые в начале XXI века, не вносят ясности. Убедительных доказательств существования хозяйственных ям в первых публикациях также не было приведено, а интерпретация границ жилища по представленным планам требует дополнительного рассмотрения.

## Поселение
Первоначально комплекс Варварина Гора рассматривался А. П. Окладниковым как единое целое, но в процессе исследования был разделен на три педокомплекса, которые выделялись по разрушенным почвенным горизонтам. В разрезе археологического раскопа были встречены четыре культурных слоя (в четырёх разновозрастных литологических горизонтах), которые накапливались в пределах 17,0—18,0 тыс. лет назад (верхний слой), 10,3—25,0 тыс. лет назад (слой 3) и 33—43 тыс. лет назад (слой 4). Возраст был определён радиоуглеродным датированием по кости. По 14С поселение датируется в промежутке от 30,6 до 34,9 тыс. лет назад.
Культурные слои были зафиксированы на глубине от 0,5 до 2,5 метров, причём наблюдалось частичное переотложение материалов в вышележащие слои. Раскопки (слой 2) вскрыли остатки палеолитического жилища возрастом 28—32 тыс. лет до н. э., представляющее собой хаотичное нагромождение костей животных, каменных глыб и артефактов. Л. В. Лбова предполагает, что раскопом были выявлены два жилища, которые были вытянуты длинной осью по линии склона. Контуры жилищ прослеживаются по опорным камням, образующим дуги. Л. В. Лбова датирует второй слой периодом липовско-новосёловского потепления каргинского межледниковья. По мнению Д. Б. Базарова, поселение относится к зырянской стадии четвертичного периода, что предшествовало палеотическим памятникам Сибири эпохи Сартанского оледенения. Геологической особенностью поселения является нарушение культурных слоев позднекаргинского возраста криогенными процессами, выразившимися в мерзлотных клиньях. Также в разрезах были зафиксированы признаки плоскостного смыва кровли отложений, произошедшего в начале сартанской эпохи.
В разное время культурная интерпретация памятника была разной:
- А. П. Окладников относил каменную индустрию поселения к мустьерскому времени[2][53], с характерными леваллуазскими приемами обработки камня[2][54]. Датировал поселение досартанским периодом (более 26 тыс. лет назад), что ставило его в один ряд с Усть-Канской пещерой и пещерой Страшная[2].
- С. М. Цейтлин относил памятник к финальному этапу мустьерских культур ко времени одного из внутрикаргинских похолоданий (30—35 тыс. лет назад)[55].
- З. А. Абрамова и М. В. Константинов рассматривали материалы поселения как ранневерхнепалеолитические[2][53]. З. А. Абрамова обращала внимание на характер формирования отложений: их накопление чередовалось с размывами, которые создавали рытвины глубиной до 1,5 м. Также, по её мнению, о переотложении материала свидетельствует каменный инвентарь, сочетающий в себе как мустьерские, так и позднепалеолитические черты[4].
- А. П. Деревянко и В. Т. Петрин называли индустрию поселения «переходной» от мустье к раннему верхнему палеолиту[53].
- Л. В. Лбова по результатам раскопок в 1990-х годах предполагала, что по изученным данным можно квалифицировать комплекс как верхнепалеолитический с незначительными долями архаичных элементов[53]. По результатам своих исследований она склонялась к археологической многослойности Варвариной Горы[44].

Особенностью забайкальских жилищ является то, что все они наземные и для их сооружения практически не использовалась кость. Также ни в одном обнаруженном жилище не прослеживалось ни малейших углублений. Только на Варвариной Горе и Санном Мысе были обнаружены углублённые очаги и хозяйственные ямы. По мнению историков А. В. Константинова и М. В. Константинова, это связано с тем, что при низких температурах и малоснежных зимах происходит значительное промерзание грунта, что в свою очередь способствовало сохранности жилищ, которые уже были перекрыты речными отложениями.
Все обнаруженные забайкальские жилища были кратковременными, сезонными. Об определённой степени долговременности можно говорить только в отношении Толбаги и Варвариной Горы. Отсюда, по мнению А. В. Константинова и М. В. Константинова, можно с уверенностью говорить, что люди Забайкалья вели бродячий образ жизни на протяжении всего изучаемого периода. Только на зиму они строили более основательные утеплённые жилища. Пока не удаётся разработать детальную поселенческую стратегию, так как названные «зимники» — Варварина Гора и Толбага — более древние по сравнению с остальными найденными жилищами, и пока не выявлено более поздних поселений, где люди того времени могли бы зимовать.
Материалы, полученные при исследовании поселения Варварина Гора, внесли значительный вклад в хронологическую классификацию палеолитических стоянок Сибири и в формирование представлений о быте и культуре древнего человека на просторах Северной Азии. Вместе с поселениями Каменка и Мухор-Тала Варварина Гора относится к палеолитическим горизонтам реки Брянки. По опубликованным данным, такие комплексы как Варварина Гора, Хотык, Подзвонкая и Барун-Алан 1 (слой 7) характеризуются сопоставимыми типотехнологическими компонентами, если не схожей сборкой инвентаря.
Исследователи относили Варварину Гору вместе с Толбагой к одной культуре — первоначально носившей название варварино-толбагинской, но в дальнейшем, по принципу упрощения, получившей название просто толбагинской. К указанной культуре также относятся такие памятники как Баин, Мастерова Гора, Арта-2, Арта-3, Подзвонкая и др. По мнению М. В. Константинова, Варварина Гора и Толбага, возможно, были созданы родственными общинами, также им не исключалась и возможность того, что это вообще поселения одной и той же общины, которая изменила своё основное место обитания. Поселения относились к одному времени — начальной поре позднего палеолита, располагались на расстоянии 80 км по прямой через хребет, что по удобному переходу по межгорным впадинам находится в нескольких дневных переходах.
На основе анализа разреза и данных палинологического анализа Д.-Д. Б. Базаров, Л. Д. Базарова, М. В. Константинов и В. В. Савинова считают, что человек жил здесь в холодный и увлажнённый период конощельского похолодания каргинской эпохи. По мнению Л. В. Лбовой, второй культурный слой поселения по совокупности педогенных признаков сформировался в тёплых и относительно сухих условиях липовско-новосёловского потепления.

### Жилище
Раскопки в 1973—1978 годах выявили характерную для палеолитического жилища картину. В пределах площадки, чётко ограниченной по периметру выкладками из камней и вырытыми древними обитателями этих мест неглубокими ямами, располагались кости и обработанный камень (отщепы, пластины, скребловидные инструменты, нуклеусы, ножи), внутри площадки находился долговременный очаг с каменной обкладкой и значительным по мощности зольным слоем, который благодаря обкладке не подвергся размыванию. А. П. Окладников высказал предположение, что несколько ям, судя по всему, использовались в качестве хранилищ-кладовок. В одной из них стены и дно были выложены камнями, а внутри находился череп хищника и целые кости лошади. По аналогии с находками, обнаруженными в Костёнках, А. П. Окладников предположил, что это «культовое захоронение головы хищника, сопровождаемое жертвенным приношением» костей лошади, но никаких уточняющих сведений, на основе которых был сделан этот вывод, он не привёл.
Остатки древнего поселения охотников были перекрыты толщей чередующихся щебня и супеси пролювиально-делювиального происхождения, с карбонатизированным суглинком, что может свидетельствовать о неоднократном изменении климатических условий. Результаты раскопок подтвердили, что жилищная конструкция, площадью примерно 80 м2, была построена на предварительно выровненной площадке шлейфа, возвышавшейся над так называемым хозяйственным двором в среднем на 0,8 м. В целом ситуация внутри фундамента жилища напоминает ситуацию с жилищем на Санном Мысе, аналогичен и каменный инвентарь. В жилище протекала основная хозяйственная и бытовая деятельность человека, что объясняется экстремальными природными условиями. Центром всей этой деятельности были очаг и приочажная зона, поэтому именно здесь и концентрируется основная масса находок.

### Находки
Фаунистические остатки и каменный инвентарь, обнаруженные во время раскопок, располагались на двух горизонтальных площадках, имевших перепад от 0,5 м до 1 м. Скопления остатков были вытянуты с севера на юг, по гребню шлейфа. Среди фаунистических остатков были отмечены кости гигантского оленя, мамонта, лошади, шерстистого носорога, кулана, винторогой антилопы, байкальского яка, зайца, волка, сурка, лисицы, архара, сибирского горного козла, корсака, бурого медведя и дзерена, при этом основную массу костей животных составляют кости шерстистого носорога и лошади. К основным видам животных, на которых охотились жители Варвариной Горы, относится дзерен (30,2 %), лошадь (21,5 %), шерстистый носорог (16,7 %), архар (10,9 %) и байкальский як (2,5 %). Другие животные представлены единичными находками костей. Обилие останков шерстистого носорога характерно для Забайкалья, где именно они, а не мамонты, были ведущими представителями фауны этого периода. Это соответствует сложившимся представлениям о соотношении плейстоценовых видов животных в Забайкалье. Подавляющее большинство трубчатых костей и эпифизов были расколоты. Это говорит о том, что жители поселения временами были настолько голодны, что помещали раздробленные кости в берестяные сосуды и вываривали их на раскалённых камнях. Расчленение туш животных, по мнению палеозоолога Н. Д. Оводова, происходило на месте охоты, так как были обнаружены только разрозненные кости особей животных, при этом наименее пригодные части не транспортировались. В некоторых случаях удачная охота могла быть и недалеко от поселения, на что, по мнению Н. Д. Оводова, указывает сравнительно большое количество костей от «малосъедобных» участков туш (дистальные отделы конечностей, осколки черепов).
В первые годы раскопок на Варвариной Горе Н. Д. Оводовым было замечено, что на некоторых обломках трубчатых костей крупных млекопитающих имеются следы погрызов, что могло означать посещение хранилищ-кладовок хищниками (волк, гиена, лисица). На отдельных экземплярах костей сохранились приострения и долотовидные профили части кости при наличии участка, который можно определить как рукоять орудия. На этом основании исследователи предположили, что какая-то часть таких костей использовалась в качестве копалок или инструментов для выделки шкур и кож.
Всего коллекция найденных при раскопках артефактов насчитывает 1488 предметов (из них 1199 каменных изделий). 327 экземпляров относится к орудийным наборам. Фаунистические находки и артефакты имеют вертикальный разнос на 20 см. Состав фаунистической коллекции насчитывает 9357 экземпляров.
Из каменных изделий преобладали отщепы — 67,8 % от общего числа, что, очевидно, объясняется существованием мастерских по обработке камня за пределами поселения, на что также указывает и небольшой процент нуклеусов — 2,3 %. Сырьё доставлялось из месторождений Мухор-Тала, об этом свидетельствует факт переноса окремнелых туфов: это — единственное свидетельство зарождения практики дальней доставки сырья на раннем этапе верхнего палеолита. Каменный инвентарь жилища характеризуется леваллуазскими чертами. Имеются одно- и двухплощадные (самые лучшие) леваллуазские нуклеусы. Пластины имеют правильные очертания, они широкие и в основном массивные. Многие из них по краям оформлены ретушью. Такой приём — краевое ретуширование — наиболее распространённая техника вторичной обработки, встречавшаяся на Варвариной Горе, она применялась для более 99 % орудий из пластин и отщепов, причём ретушь могла быть крутой, приостряющей и пологой, наносилась чаще всего со спинки. Унифациальное (с одной поверхностью, то есть не имеющий верхней и нижней стороны) ретуширование было отмечено только на одном обломке изделия. Часть нуклеусов была сработана до состояния микроформ. Особенно примечательны треугольные остроугольные нуклеусы и их ретушь в типично мустьерском стиле, а также массивные скребловидные инструменты, включая один бифас. Из отщепов изготовлены скрёбла, скребки, проколки, ножи, долотовидные орудия, из пластин — остроконечники, концевые скребки, резцы бокового типа.
Найденные леваллуазские нуклеусы составляют 10,1 % от общего числа нуклеусов, в основном же здесь употреблялась иная техника — подпризматическая, которая является развитием леваллуазской. Разночтение в сравнении двух схем развития палеолита в Забайкалье, предложенных А. П. Окладниковым и М. В. Константиновым, стало возможным благодаря широкому толкованию понятия «леваллуа», предложенному А. П. Окладниковым, по этой причине одни и те же технокомплексы могут быть отнесены как к леваллуазской среднепалеолитической технологии, так и к подпризматической верхнепалеолитической. Поэтому все нуклеусы для крупных пластин, с заметными следами латеральной подправки (поперечные сколы на внутренней поверхности), включались в число леваллуазских нуклеусов. Только в находках второго уровня Варвариной Горы зафиксированы единичные случаи подпризматических микронуклеусов и несколько микропластин.
В составе орудийного набора наиболее многочисленны обушковые ножи. Обнаружен полудиск из мягкого камня, предположительно, обломок украшения. В основном орудия изготовлены из пластинчатых основ: из пластин — 23,6 %, из усечённых пластин — 6,7 %, из фрагментов пластин — 26,5 % изделий. Остальные орудия были изготовлены из отщепов — 28,8 % и целых галек — 13,1 %. Среди рубящих орудий наиболее типичны чопперы, также были найдены менее массивные, чем чопперы, топорики, которые имели одно- или двустороннюю затёску лезвия и дополнительную оббивку боковых краёв и поверхностей. Были обнаружены и лощила. Имеются изделия из кости — тонкая лопаточка, фрагмент обработанного бивня, игольники из фрагментов полых костей, а также два небольших шиловидных острия.
Основная часть находок, обнаруженных во время раскопок на Варвариной Горе, хранится в фондах Института археологии и этнографии СО РАН (1451 экземпляр) и в лаборатории археологии Иркутского государственного университета (16 экземпляров). 12 предметов (из общего количества в 21 экземпляр) были переданы Л. В. Лбовой из Новосибирска в лабораторию археологии Института монголоведения, буддологии и тибетологии СО РАН (хранится в Музее БНЦ СО РАН). Всего коллекция состоит из артефактов первичной обработки, вторичной обработки и орудийных наборов. Коллекция артефактов первичной обработки состоит из нуклеусов (51 экземпляр), преформ (15 экземпляров), нуклевидных обломков (42 экземпляра), обколотых галек (30 экземпляров), осколков, обломков (174 экземпляра), сколов (1142 экземпляра, из которых отщепы — 422 экземпляра, пластин — 252 экземпляра, фрагменты сколов — 227 экземпляров, технические сколы — 127 экземпляров). К артефактам орудийного набора относятся: остроконечники и острия (16 экземпляров), ножи (50 экземпляров), скрёбла (36 экземпляров), скребки (18 экземпляров), выемчатые орудия (10 экземпляров), орудия с V-образной выемкой (3 экземпляра), резцы (16 экземпляров), проколки (22 экземпляра), долотовидные орудия (14 экземпляров), стамескообразные инструменты (5 экземпляров), зубчатые орудия (4 экземпляра), комбинированные орудия (21 экземпляр) — орудия с выделением по морфологии рабочего участка двух или более функций, например — нож-скребло, нож-скребок-проколка и т. п., бифас (1 экземпляр), чоппиннги (2 экземпляра), изделия на плитках (2 экземпляра), галька со следами использования (24 экземпляра), украшения-амулеты (5 экземпляров), орудия из кости (6 экземпляров).
Основываясь на ярко выраженных леваллуазских чертах архаичного инвентаря, исследователи пришли к выводу, что поселение является одним из древнейших в Восточной Сибири. Об этом также свидетельствуют находки, сделанные в нижних слоях поселения на Санном Мысу, которые близки по типу с находками на Варвариной Горе.

## Петроглифы
На скалистом останце (высотой 10—15 метров) горы Голубинка с сильно выветренной кристаллической поверхностью, сложенном из крупнозернистого розового гранита, были найдены древние рисунки, выполненные красной охрой, нанесённые на нижних отвесных плоскостях — по высоте от 10 см до 2,5 м от земли.
Все изображения характерны для «селенгинской» группы петроглифов Забайкалья, но основное отличие состоит в их многоинформационности. Петроглифы связаны единой сюжетной линией и одновременно единокультурны. Выделяют три основные группы рисунков (Композиции I, II, III), расположенных несколько удаленно друг от друга.

Памятник археологии «петроглифы Варварина Гора» имеет статус выявленного объекта археологического наследия.

Петроглифы Варварина Гора
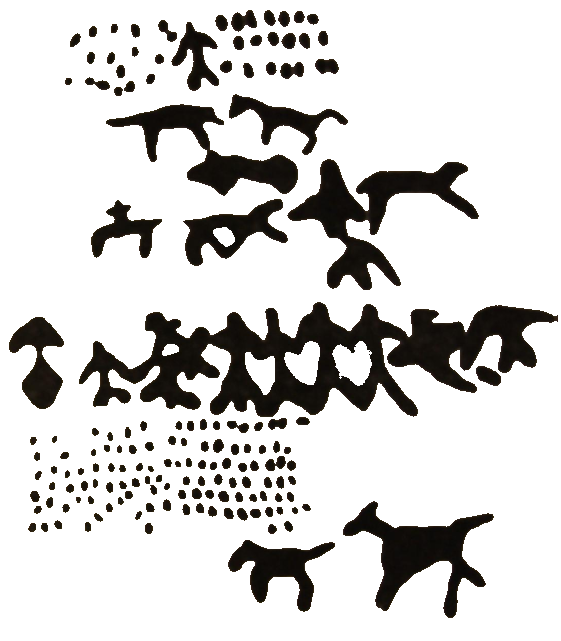
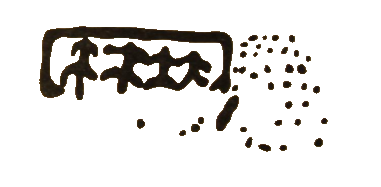
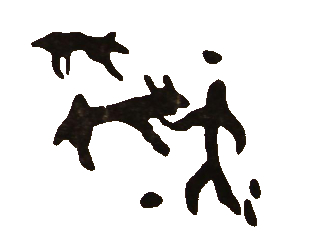
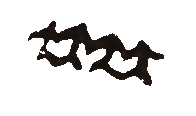
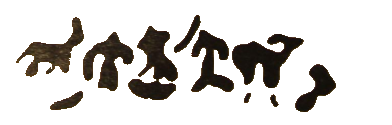
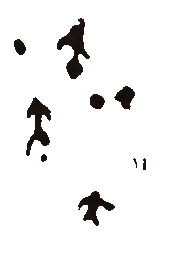
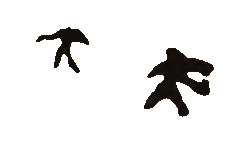

## Охранный статус
Поселение Варварина Гора состоит на государственной охране в соответствии с Постановлением Совета Министров Бурятской АССР № 379 от 29 сентября 1971 года. Постановлением Совета министров Бурятской АССР № 378 от 2 декабря 1981 года признана памятником природы регионального значения. Согласно Постановлению правительства Республики Бурятия от 4 июня 2019 года № 292, площадь поселения — 56,8 га, площадь охранной зоны 120 га.
В едином государственном реестре объектов культурного наследия (памятников истории и культуры) народов Российской Федерации приказом Министерства культуры РФ № 37789-р от 5 августа 2016 года поселение Варварина Гора зарегистрировано как объект культурного наследия федерального значения «Палеолитическое местонахождение», верхний палеолит (Республика Бурятия), с присвоением ему регистрационного номера 031640443260006.

## Комментарии
1. ↑  Срезание острыми лопатами или ножами тонких слоев земли для выяснения изменения окраски слоя и выявления остатков жилищ, ям, могил, очагов и т. п.[17]
2. 1 2 3  Эпоха развития последнего горного оледенения в горах Сибири. Иногда относят к заключительной стадии единого (зырянского) позднеплейстоценового оледенения (140 000–10 300 лет назад) — последнего покровного оледенения Западно-Сибирской равнины в её северной части[30].
3. 1 2 3  Эпоха позднеплейстоценового оледенения Западной Сибири (около 80—10 тыс. лет назад)[32].
4. 1 2  Теплый временной интервал, разделяющий позднеплейстоценовые (зырянское[комм. 3] и сартанское[комм. 2]) оледенения Сибири[31].
5. ↑  Комбинация более или менее регулярно чередующихся мелких пятен (от одного до десятков метров) контрастно различающихся почв, связанных генетически[40].
6. ↑  Вторичное, более позднее перемещение ранее отложенного (твердый материал, отложившийся в зоне современного осадкообразования и не превращенный еще в горные породы (ил, сапропель)) обломочного материала, пыльцы, культурных слоев и др. При этом меняется характер перемещенного материала (в результате окатывания, измельчения, деформации, перераспределения и т. д.)[46].
7. 1 2  Третье, заключительное потепление каргинского межледниковья — 30—25 тыс. лет назад. Климат в это время был несколько более прохладным и влажным по сравнению с современным климатом Сибири. Получил название по поселку Липовка и селу Новосёлово, возле которых изучались и датировались разрезы отложений, внёсших большое значение для понимания палеогеографии и хронологии второй половины каргинского межледниковья Сибири[49].
8. ↑  Процессы, которые обусловлены сезонным и многолетним промерзанием и оттаиванием увлажненных рыхлых пород[50].
9. ↑  Удаление верхнего слоя почвы или продуктов выветривания горных пород дождевыми и талыми водами, более или менее равномерно стекающими по склону[51].
10. ↑  Похолодание начавшиеся в конце каргинской эпохи[комм. 3], длившееся около 2—3 тыс. лет. Оно было очень резким и глубоким и привело к ухудшению природных условий. Во время этого периода палеолитическим людям пришлось расширять охотничьи угодья и бороться за них. Конкуренцию в борьбе за существование не выдержали мустьерцы, за счёт гибели которых носители позднепалеолитической культуры смогли расширить свои охотничьи угодья[61].
11. ↑  Скол с длиной, в два и более раза превосходящей ширину, и параллельными краями[63].
12. ↑  Рыхлые континентальные осадочные породы, отличающиеся большим содержанием глинистых и алевритовых частиц, с небольшими примесями более крупного песчаного и, редко, галечного материала. Занимают промежуточное положение между супесями и глинами[64].
13. ↑  Окремнение — процесс обогащения горных пород кремнеземом (опалом, кристобалитом, халцедоном, кварцем) путем замещения минералов и выполнения пор, в результате образуются кремни, окремнелые известняки и другие породы[74].
14. ↑  Прием вторичной обработки, заключающийся в трансформировании края заготовки нанесением серии мелких сколов посредством удара или отжима[76].
15. ↑  Орудие с удлиненным обработанным ретушью прокалывающим кончиком[77].
16. ↑  Крупные речные гальки с сильно пришлифованными поверхностями, нередко дополненные точечной забитостью в центре[44].
17. ↑  По специфике изображений, техническим приёмам нанесения рисунков, датировке исследователи выделяют в Забайкалье «селенгинские», «кяхтинские», «таёжные (лесные)» и «средневековые» группы писаниц — древние изображения на стенках и потолках пещер, на открытых скальных поверхностях и отдельных камнях. Самой распространённой из них является «селенгинская». Термин «селенгинские» петроглифы ввели А. П. Окладников и В. Д. Запорожская относительно памятников древнего наскального искусства Бурятии эпохи бронзы — раннего железа, подчеркивая, что «писаницы этой группы строго и четко локализованы в пространстве, в основном – бассейном реки Селенги»[83].